# Maria Sophia Bawyr von Frankenberg
Maria Sophia Clara Evergisla Bawyr von Frankenberg (auch: von Frankenberg ohne Bawyr oder Baur von Frankenberg) (* 1667; † 4. Mai 1737) aus dem Adelsgeschlecht der Herren von Buer war Äbtissin in St. Cäcilien zu Köln.

## Leben

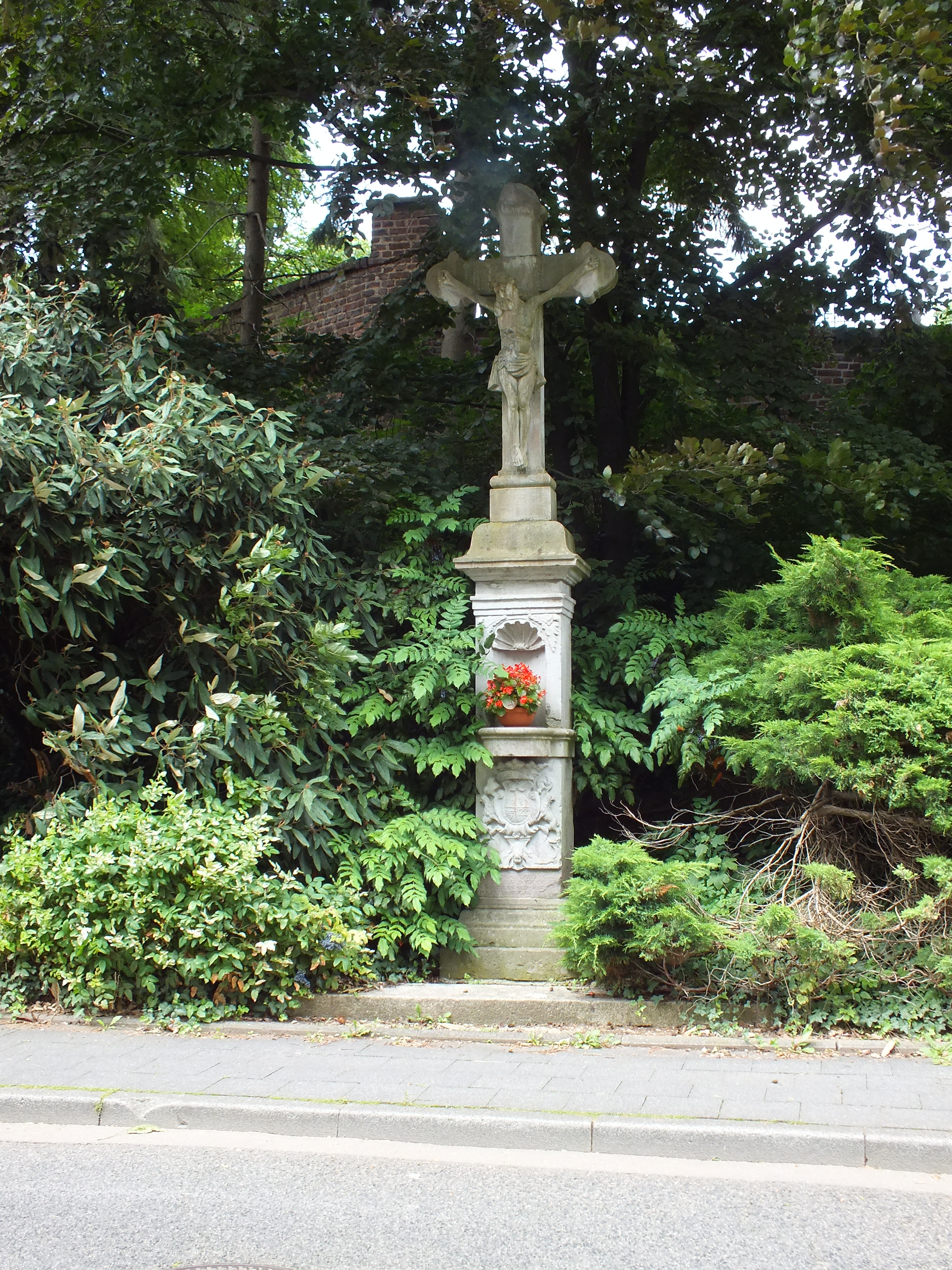
1725 von Maria Sophia gestiftetes Fronhofkreuz in Stommeln

Maria Sophias Vater war der jülich-bergische Hofkammerrat, Oberst der Kavallerie, bergischer Amtmann zu Löwenberg/Lülsdorf und pfalz-neuburgischer Amtmann zu Burg Landsberg in der Pfalz Johann Friedrich Bawyr von Frankenberg (* um 1636, † 1689); ihre Mutter dessen erste Ehefrau Anna Maria Katharina von Weichs (urkundl. 1661–1665, † 1672).
Maria Sophia hatte mindestens fünf Voll- und weitere sechs Halbgeschwister aus der zweiten Ehe des Vaters. Unter ihren Vollgeschwistern waren auch die beiden Generäle Friedrich Ferdinand Bawyr von Frankenberg und Franz Anton Bawyr von Frankenberg.
Ab 1685 war Maria Sophia Kanonisse. Am 9. September 1684 quittieren die Äbtissin, Priorin, Protaratorin und Seniorin sowie alle Nonnen zu St. Cäcilien die für Maria Sophia erhaltene Aussteuer. Von 1712 bis 1737 war sie Äbtissin von St. Cäcilien. Ihre Inauguration als Äbtissin erfolgte am 24./25. September 1712 durch den Suffraganbischof Johann Werner von Veyder. Als Äbtissin war sie Grundherrin in Stommeln, Palmersdorf, Rondorf und Köln-Marsdorf und stiftete 1725 ein Fronhofkreuz in Stommeln, das noch heute dort zu finden ist und das Bawyr'sche Familienwappen zeigt. Außerdem war Maria Sophia Mitglied des kaiserlichen Damenordens vom Sternenkreuz.
Maria Sophia wurde in der Klosterkirche von St. Cäcilien beigesetzt. Ihre Grabplatte trug die Aufschrift: D.O.M. Reverendissima et Excellentissima Domina D. Maria Sophia de Bawer comes de Franckenberg, Illustris Collegii ad S. Caeciliam Abbatissa confirmata et benedicta, Domina in Rondorf etc., Augustissimo ordini Dominarum stellatae crucis immatriculata aucto rei divinae cultu absoluta fabrica abbatiali restaurata aede S. Materni obiit anno Christi 1737 aestatis 70. religionis professionis 52, dignitatis abbatialis 24. R.I.P.